# Kellen Winslow
Kellen Boswell Winslow (San Luis, Misuri, 5 de noviembre de 1957), más conocido como Kellen Winslow, es un exjugador profesional estadounidense de fútbol americano que se desempeñó en la posición de tight end en la National Football League (NFL). Es miembro del Salón de la Fama del Fútbol Americano Profesional.

## Carrera
Winslow jugó como profesional nueve temporadas en San Diego Chargers (1979-1987), equipo en el que se retiró.

## Reconocimiento
El 29 de julio de 1995, ingresó como miembro al Salón de la Fama del Fútbol Americano Profesional.